# Platyrhacus atratus
Platyrhacus atratus är en mångfotingart som beskrevs av Chamberlin 1947. Platyrhacus atratus ingår i släktet Platyrhacus och familjen Platyrhacidae. Inga underarter finns listade i Catalogue of Life.